# Bogdan Albulescu
Bogdan Albulescu (n. 22 martie 1978, Boldești-Scăeni, județul Prahova) este un actor și regizor român de film, teatru și televiziune.

## Seriale
- Iubire cu parfum de lavandă (2024) - Dinu Păun
- Fructul oprit (2018-2019) - Adrian Barbu
- O nouă viață (2014) - Filip Tomescu
- Aniela (2009-2010) - Stere Antoniade
- State de România - Student la Sorbona (2009-2010) - Cosmin Rădulescu
- Regina (2008-2009) - Cosmin Rădulescu
- La Bloc (2003) - Critic de artă (ep.56)

## Film
- București, te iubesc! (2013) - Ospătar
- Pubic Display of Affection (2005) - Vlad
- Madhouse (2004) - Darius
- Ilegitim (2016)

## Teatru
- Autobahn, Teatrul fără frontiere
- Comedia erorilor, Studioul de teatru "Casandra"
- Coolöri, Teatrul Foarte Mic
- Doctorul Taifun, Teatrul Național Radiofonic
- Henric al IV-lea, Teatrul Național Radiofonic
- Năpasta, Teatrul Tony Bulandra
- Revizorul, Teatrul Național I.L. Caragiale
- Richard III* , Studioul de teatru "Casandra"
- Stele în lumina dimineții,Studioul de teatru "Casandra"
- Tom și Jerry* ,coordonator de proiect, Godot Cafe Teatru
- Vassa Jeleznova, Studioul de teatru "Casandra"
- Vândut și cumpărat, Studioul de teatru "Casandra"